# Treemonisha
Treemonisha (1911) is de tweede opera van componist Scott Joplin, en de enige waarvan de partituur bewaard gebleven is.
Scott Joplin was in die tijd een grote muzikale ster door zijn rags, die vooral in bordelen en cafés gespeeld werden. Volgens de toen heersende ideeën over "negers" zou hij niet in staat zijn een serieuze opera te maken. Toen hij dan ook in New York probeerde om zijn opera uitgevoerd te krijgen, lukte dit niet. Het stuk werd door Scott Joplin in 1911 zelf uitgegeven.
Pas in 1972 werd Treemonisha voor de eerste keer door een amateurgezelschap opgevoerd. Hierdoor raakte de opera in de belangstelling, waarna er in 1976 een professionele uitvoering volgde door het Houston Grand Opera-theatergezelschap. Deze uitvoering werd door Deutsche Grammophon op lp uitgegeven. In Nederland werd "Aunt Dinah Has Blowed de Horn" op single uitgebracht (als "Aunt Dinah Blows the Horn") en bereikte op 23 oktober 1976 een vijfde plaats in de Top 40, wat uitzonderlijk was voor dit genre muziek.
Treemonisha is een opera in drie delen. Qua opbouw - met aria's, dialogen en koren - voldoet deze compositie aan de normen die in die tijd aan een opera gesteld werden. Omdat ragtime echter als muziekstijl niet in overeenstemming was met het idee van "serieuze" muziek, werd het stuk als onuitvoerbaar beschouwd.
In 2013 bracht de jonge Argentijnse regisseur Nicolás Isasi, als afstudeerproject van het Teatro Colón in Buenos Aires, de Argentijnse première van Treemonisha in het Empire Theater met een team van 60 jonge Argentijnse, Braziliaanse en Chileense artiesten. De première was een groot succes en ter gelegenheid van de viering van de 90ste verjaardag van maestro Constantino Juri werd een speciale voorstelling ter ere van hem georganiseerd.